# Liste der Weltcuporte im Skispringen
Dieser Artikel listet alle Weltcuporte im Skispringen seit der Saison 1979/80 auf. Die Weltcups wurden in Europa, Nordamerika und in Asien ausgetragen und werden von der FIS organisiert. In Deutschland und Norwegen wurden bisher die meisten Weltcups veranstaltet. Von der Saison 1979/80 bis zur Saison 2024/25 wurden an insgesamt 60 Orten Weltcups der Männer veranstaltet. Bei den Frauen wurden von der Saison 2011/12 bis zur Saison 2024/25 an insgesamt 33 Orten Weltcups ausgetragen.
Bei den Männern sind seit der ersten Weltcup-Saison 1979/80 die Weltcuporte in Bischofshofen, Garmisch-Partenkirchen und Oberstdorf jedes Jahr dabei. Bei den Frauen ist seit der ersten Weltcup-Saison 2011/12 kein Ort immer vertreten.

## Weltcup im Skispringen der Herren

### Normal- und Großschanzen
| Land                    | Ort                         | Schanze                                 | Saison | Bild |
| ----------------------- | --------------------------- | --------------------------------------- | --- | ---- |
| Deutschland             | Garmisch-Partenkirchen      | Große Olympiaschanze                    | seit 1979/80 |      |
| Deutschland / DDR       | Klingenthal                 | Aschbergschanze/Vogtland Arena          | 1985/86, 2006/07, 2008/09–2016/17, 2019/20–2021/22, 2023/24                                                        |      |
| Deutschland / DDR       | Oberhof                     | Hans-Renner-Schanze                     | 1988/89, 1990/91, 1994/95, 1998/99                                                                                 |      |
| Deutschland             | Oberstdorf                  | Schattenbergschanze                     | seit 1979/80 |      |
| DDR                     | Oberwiesenthal              | Fichtelbergschanzen                     | 1985/86, 1986/87                                                                                                   |      |
| Deutschland             | Ruhpolding                  | Große Zirmbergschanze                   | 1992/93 |      |
| Deutschland             | Titisee-Neustadt            | Hochfirstschanze                        | 2001/02–2004/05, 2006/07, 2013/14–2015/16, 2017/18, 2019/20–2022/23, 2024/25                                       |      |
| Deutschland             | Willingen                   | Mühlenkopfschanze                       | 1994/95, 1996/97, seit 1998/99                                                                                     |      |
| Finnland                | Kuopio                      | Puijo-Schanze                           | 1994/95–2001/02, 2003/04–2010/11, 2012/13–2015/16                                                                  |      |
| Finnland                | Kuusamo                     | Rukatunturi-Schanze                     | 1996/97, seit 2002/03                                                                                              |      |
| Finnland                | Lahti                       | Salpausselkä-Schanze                    | 1981/82–1999/2000, 2001/02–2015/16, seit 2017/18                                                                   |      |
| Frankreich              | Chamonix                    | Tremplin du Mont                        | 1980/81, 1985/86, 1986/87, 1988/89, 1995/96, 1998/99                                                               |      |
| Frankreich              | Courchevel                  | Tremplin du Praz                        | 1993/94 |      |
| Frankreich              | Saint-Nizier-du-Moucherotte | Tremplin du Dauphiné                    | 1979/80, 1980/81                                                                                                   |      |
| Italien                 | Cortina d’Ampezzo           | Trampolino Italia                       | 1979/80–1984/85 |      |
| Italien                 | Gallio                      | Trampolino del Pakstall                 | 1987/88 |      |
| Italien                 | Pragelato                   | Stadio del Trampolino                   | 2004/05, 2008/09                                                                                                   |      |
| Italien                 | Predazzo                    | Dal-Ben-Skisprungschanze                | 1989/90, 1991/92–1999/2000, 2001/02, 2007/08, 2011/12, 2018/19–2019/20                                             |      |
| Japan                   | Hakuba                      | Hakuba-Schanzen                         | 1996/97, 1999/2000–2003/04                                                                                         |      |
| Japan                   | Sapporo                     | Ōkurayama-Schanze/Miyanomori-Schanze    | 1979/80–1981/82, 1983/84–2005/06, 2007/08–2016/17, 2018/19, 2019/20, seit 2022/23                                  |      |
| Jugoslawien             | Sarajevo                    | Igman Olympic Jumps                     | 1983/84 |      |
| Kanada                  | Thunder Bay                 | Big Thunder                             | 1979/80–1992/92, 1993/94                                                                                           |      |
| Kanada                  | Whistler                    | Whistler Olympic Park Ski Jumps         | 2008/09 |      |
| Kasachstan              | Almaty                      | Gorney Gigant                           | 2015/16 |      |
| Norwegen                | Bærum                       | Skuibakken                              | 1980/81, 1982/83, 1988/89                                                                                          |      |
| Norwegen                | Lillehammer                 | Balbergbakken/Lysgårdsbakken            | 1983/84, 1992/93, 1994/95–1998/99, 2003/04–2019/20, seit 2021/22                                                   |      |
| Norwegen                | Meldal                      | Kløvsteinbakken                         | 1987/88 |      |
| Norwegen                | Oslo                        | Holmenkollbakken                        | 1979/80–2007/08, 2009/10, 2011/12–2019/20, seit 2021/22                                                            |      |
| Norwegen                | Rælingen                    | Marikollen                              | 1986/87 |      |
| Norwegen                | Raufoss                     | Lønnbergbakken                          | 1989/90 |      |
| Norwegen                | Trondheim                   | Granåsen                                | 1990/91, 1991/92, 1995/96, 1997/98–2002/03, 2004/05, 2007/08, 2008/09, 2011/12–2018/19, 2023/24                    |      |
| Österreich              | Bischofshofen               | Paul-Außerleitner-Schanze               | seit 1979/80 |      |
| Österreich              | Innsbruck                   | Bergiselschanze                         | 1979/80–2006/07, 2008/09–2020/21, seit 2022/23                                                                     |      |
| Österreich              | Murau                       | Hans-Walland Großschanze                | 1993/94 |      |
| Österreich              | Ramsau                      | W90-Mattensprunganlage                  | 1997/98 |      |
| Österreich              | Villach                     | Villacher Alpenarena                    | 1995/96, 1997/98, 1999/2000, 2001/02, 2007/08                                                                      |      |
| Polen                   | Szczyrk                     | Skalite-Schanzen                        | 2023/24 |      |
| Polen                   | Wisła                       | Malinka                                 | seit 2012/13 |      |
| Polen                   | Zakopane                    | Wielka Krokiew/Średnia Krokiew          | 1979/80, 1989/90, 1995/96, 1997/98, seit 1999/2000                                                                 |      |
| Rumänien                | Râșnov                      | Trambulina Valea Cărbunării             | 2019/20, 2020/21, 2022/23                                                                                          |      |
| Russland                | Nischni Tagil               | Tramplin Stork                          | 2014/15, 2015/16, 2017/18–2021/22                                                                                  |      |
| Russland                | Sotschi                     | RusSki Gorki                            | 2012/13 |      |
| Schweden                | Bollnäs                     | Bolleberget                             | 1990/91 |      |
| Schweden                | Falun                       | Lugnet-Schanzen                         | 1979/80, 1980/81, 1982/83, 1984/85, 1986/87, 1988/89, 1990/91, 1992/93, 1994/95–1998/99, 2000/01, 2001/02, 2013/14 |      |
| Schweden                | Örnsköldsvik                | Paradiskullen                           | 1984/85, 1986/87, 1988/89, 1989/90, 1991/92, 1993/94                                                               |      |
| Schweden                | Sollefteå                   | Hallstabacken                           | 1989/90 |      |
| Schweiz                 | Engelberg                   | Gross-Titlis-Schanze                    | 1979/80–1982/83, 1984/85, 1985/86, 1987/88, 1989/90, 1991/92–1996/97, seit 1998/99                                 |      |
| Schweiz                 | Gstaad                      | Mattenschanze                           | 1979/80, 1980/81, 1982/83, 1984/85, 1985/86, 1987/88, 1989/90                                                      |      |
| Schweiz                 | St. Moritz                  | Olympiaschanze                          | 1979/80–1982/83, 1985/86, 1987/88, 1989/90, 1991/92                                                                |      |
| Slowakei                | Štrbské Pleso               | MS 1970 A/MS 1970 B                     | 1979/80, 1981/82, 1984/85, 1986/87, 1990/91                                                                        |      |
| Slowenien / Jugoslawien | Planica                     | Bloudkova velikanka/Srednja Bloudkova   | 1979/80–1983/84, 1985/86, 1987/88–1995/96, 1997/98, 2013/14                                                        |      |
| Südkorea                | Pyeongchang                 | Alpensia Jumping Park                   | 2016/17 |      |
| Tschechien              | Harrachov                   | Cerťák-Großschanze                      | 1980/81, 1982/83–1985/86, 1989/90, 1996/97–1998/99, 2004/05, 2005/06, 2011/12                                      |      |
| Tschechien              | Liberec                     | Ještěd „A“/„B“                          | 1980/81, 1983/84, 1985/86, 1988/89, 1989/90, 1993/94, 2002/03, 2003/04, 2007/08                                    |      |
| Vereinigte Staaten      | Iron Mountain               | Pine Mountain Jump                      | 1995/96, 1999/2000                                                                                                 |      |
| Vereinigte Staaten      | Lake Placid                 | MacKenzie Intervale Ski Jumping Complex | 1982/83–1990/91, seit 2022/23                                                                                      |      |
| Vereinigte Staaten      | Park City                   | Utah Olympic Park Jumps                 | 2000/01, 2003/04                                                                                                   |      |

### Skiflugschanzen
| Land                    | Ort        | Schanze                      | Saison | Bild |
| ----------------------- | ---------- | ---------------------------- | --- | ---- |
| Deutschland             | Oberstdorf | Heini-Klopfer-Skiflugschanze | 1983/84, 1991/92, 1994/95, 1997/98, 2000/01, 2003/04, 2008/09–2012/13, 2016/17, 2018/19, 2021/22, seit 2023/24                                   |      |
| Norwegen                | Vikersund  | Vikersundbakken              | 1979/80, 1982/83, 1985/86, 1994/95, 1997/98, 2008/09, 2010/11, 2012/13, 2014/15–2018/19, seit 2022/23                                            |      |
| Österreich              | Tauplitz   | Kulm                         | 1981/82, 1990/91, 1992/93, 1995/96, 1996/97, 1999/2000, 2002/03, 2004/05, 2008/09, 2009/10, 2011/12, 2013/14, 2014/15, 2017/18, 2019/20, 2022/23 |      |
| Slowenien / Jugoslawien | Planica    | Letalnica bratov Gorišek     | 1986/87, 1993/94, 1996/97, 1998/99–2012/13, 2014/15–2018/19, seit 2020/21                                                                        |      |
| Tschechien              | Harrachov  | Čerťák-Skiflugschanze        | 1988/89, 1991/92, 2000/01, 2007/08, 2010/11, 2012/13                                                                                             |      |
| Vereinigte Staaten      | Ironwood   | Copper Peak                  | 1980/81 |      |

## Weltcup im Skispringen der Damen

### Normal- und Großschanzen
| Land                | Ort                    | Schanze                                 | Saison                                      | Bild |
| ------------------- | ---------------------- | --------------------------------------- | ------------------------------------------- | ---- |
| Deutschland         | Garmisch-Partenkirchen | Große Olympiaschanze                    | seit 2023/24                                |      |
| Deutschland         | Hinterzarten           | Rothaus-Schanze                         | 2011/12–2015/16, 2017/18, 2022/23           |      |
| Deutschland         | Klingenthal            | Vogtland Arena                          | 2019/20, 2021/22                            |      |
| Deutschland         | Oberhof                | Hans-Renner-Schanze                     | 2021/22                                     |      |
| Deutschland         | Oberstdorf             | Schattenbergschanze                     | 2014/15–2019/20, seit 2023/24               |      |
| Deutschland         | Schonach               | Langenwaldschanze                       | 2012/13                                     |      |
| Deutschland         | Titisee-Neustadt       | Hochfirstschanze                        | 2020/21, 2022/23                            |      |
| Deutschland         | Willingen              | Mühlenkopfschanze                       | seit 2021/22                                |      |
| Finnland            | Lahti                  | Salpausselkä-Schanze                    | 2015/16, seit 2022/23                       |      |
| Frankreich          | Prémanon               | Les Tuffes                              | 2018/19                                     |      |
| Italien             | Predazzo               | Dal-Ben-Skisprungschanze                | 2011/12                                     |      |
| Japan               | Sapporo                | Ōkurayama-Schanze/Miyanomori-Schanze    | 2012/13–2019/20, seit 2022/23               |      |
| Japan               | Yamagata               | Zaō-Schanze                             | 2011/12–2019/20, seit 2022/23               |      |
| Kasachstan          | Almaty                 | Gorney Gigant                           | 2015/16                                     |      |
| Norwegen            | Lillehammer            | Lysgårdsbakken                          | 2011/12–2019/20, seit 2021/22               |      |
| Norwegen            | Oslo                   | Holmenkollbakken/Midtstubakken          | 2011/12–2018/19, seit 2021/22               |      |
| Norwegen            | Trondheim              | Granåsen                                | 2012/13, 2018/19, 2023/24                   |      |
| Österreich          | Hinzenbach             | Aigner-Schanze                          | 2011/12, seit 2013/14                       |      |
| Österreich          | Ramsau                 | W90-Mattensprunganlage                  | 2012/13, 2020/21, 2021/22                   |      |
| Österreich          | Villach                | Villacher Alpenarena                    | seit 2022/23                                |      |
| Polen               | Wisła                  | Malinka                                 | 2022/23                                     |      |
| Rumänien            | Râșnov                 | Trambulina Valea Cărbunării             | 2013/14–2020/21, 2022/23                    |      |
| Russland            | Nischni Tagil          | Tramplin Stork                          | 2015/16, 2016/17, 2018/19, 2020/21, 2021/22 |      |
| Russland            | Sotschi                | RusSki Gorki                            | 2012/13                                     |      |
| Russland            | Tschaikowski           | Sneschinka                              | 2013/14, 2018/19, 2020/21                   |      |
| Schweden            | Falun                  | Lugnet-Schanzen                         | 2013/14                                     |      |
| Schweiz             | Engelberg              | Gross-Titlis-Schanze                    | seit 2023/24                                |      |
| Slowenien           | Ljubno                 | Logarska Dalina                         | 2011/12, 2012/13, seit 2014/15              |      |
| Slowenien           | Planica                | Bloudkova velikanka                     | 2013/14, 2023/24                            |      |
| Südkorea            | Pyeongchang            | Alpensia Jumping Park                   | 2016/17                                     |      |
| Vereinigte Staaten  | Lake Placid            | MacKenzie Intervale Ski Jumping Complex | 2024/25                                     |      |
| Volksrepublik China | Zhangjiakou            | Snow Ruyi                               | 2024/25                                     |      |

### Skiflugschanzen
| Land     | Ort       | Schanze         | Saison       | Bild |
| -------- | --------- | --------------- | ------------ | ---- |
| Norwegen | Vikersund | Vikersundbakken | seit 2023/24 |      |